# Zonsverduisteringen van 1971 t/m 1980
De periode 1971 t/m 1980 bevat 22 zonsverduisteringen. Deze zijn onderverdeeld in de volgende typen:
- 7 totale
- 7 ringvormige
- 0 hybride
- 8 gedeeltelijke

## Overzicht
Onderstaand overzicht bevat alle details van deze zonsverduisteringen.
| Datum        | UTC op Max | Type         | Stijl                     | Saros nr | Magni- tude | Lengte op Max | Regio's in het gehele eclipsgebied                                        | Regio's met het eclipspad |
| ------------ | ---------- | ------------ | ------------------------- | -------- | ----------- | ------------- | ------------------------------------------------------------------------- | --- |
| 25 feb. 1971 | 09:38:06   | gedeeltelijk |                           | 149      | 0.787       | -             | Europa, noordwestelijk Afrika, westelijk Azië                             | |
| 22 juli 1971 | 09:31:55   | gedeeltelijk | laatste eclips Sarosserie | 116      | 0.069       | -             | noordoostelijk Azië, noordelijk Alaska                                    | |
| 20 aug. 1971 | 22:39:31   | gedeeltelijk |                           | 154      | 0.508       | -             | oostelijk Australië, Nieuw-Zeeland, zuidelijke Grote Oceaan               | |
| 16 jan. 1972 | 11:03:22   | ringvormig   | centraal                  | 121      | 0.969       | 01m53s        | zuidelijk Zuid-Amerika, zuidpoolgebied                                    | zuidpoolgebied |
| 10 juli 1972 | 19:46:38   | totaal       | centraal                  | 126      | 1.038       | 02m36s        | noordoostelijk Azië, Noord-Amerika, noordelijk Zuid-Amerika               | noordoostelijk Rusland, Alaska, Canada |
| 4 jan. 1973  | 15:46:21   | ringvormig   | centraal                  | 131      | 0.930       | 07m49s        | Zuid-Amerika, westelijk Afrika, zuidpoolgebied                            | Grote Oceaan, Chili, Argentinië, Atlantische Oceaan                                                                                               |
| 30 juni 1973 | 11:38:40   | totaal       | centraal                  | 136      | 1.079       | 07m04s        | oostelijk Zuid-Amerika, zuidelijk Europa, Afrika, Midden-Oosten           | Guyana, Suriname, Mauritanië, Mali, Niger, Tsjaad, Soedan, Oeganda, Kenia                                                                         |
| 24 dec. 1973 | 15:02:43   | ringvormig   | centraal                  | 141      | 0.917       | 12m02s        | oostelijk Noord-Amerika, Zuid-Amerika, westelijk Europa, westelijk Afrika | Mexico, Costa Rica, Panama, Colombia, Venezuela, Brazilië, Mauritanië, Algerije                                                                   |
| 20 juni 1974 | 04:48:04   | totaal       | centraal                  | 146      | 1.059       | 05m09s        | Madagaskar, oostelijk Indië, Australië                                    | zuidelijke Indische Oceaan, zuidwestelijk Australië                                                                                               |
| 13 dec. 1974 | 16:13:13   | gedeeltelijk |                           | 151      | 0.827       | -             | Noord-Amerika, noordelijk Zuid-Amerika                                    | |
| 11 mei 1975  | 07:17:33   | gedeeltelijk |                           | 118      | 0.864       | -             | Groenland, Europa, noordelijk Afrika, noordelijk Azië,                    | |
| 3 nov. 1975  | 13:15:54   | gedeeltelijk |                           | 123      | 0.959       | -             | zuidelijk Zuid-Amerika, zuidpoolgebied                                    | |
| 29 apr. 1976 | 10:24:18   | ringvormig   | centraal                  | 128      | 0.942       | 06m41s        | Europa, Afrika, Azië                                                      | Senegal, Mauritanië, Mali, Algerije, Libië, Griekenland, Turkije, Armenië, Azerbeidzjan, Iran, Afghanistan, Pakistan, Tajikistan, Kirgisië, China |
| 23 okt. 1976 | 05:13:45   | totaal       | centraal                  | 133      | 1.057       | 04m46s        | oostelijk Afrika, India, oostelijk Indië, Australië, Nieuw-Zeeland        | Tanzania, zuidoostelijk Australië |
| 18 apr. 1977 | 10:31:30   | ringvormig   | centraal                  | 138      | 0.945       | 07m04s        | Afrika, zuidelijk Azië                                                    | Namibië, Angola, Democratische Republiek Congo, Zambia, Tanzania                                                                                  |
| 12 okt. 1977 | 20:27:27   | totaal       | centraal                  | 143      | 1.027       | 02m37s        | Noord-Amerika, noordwestelijk Zuid-Amerika                                | Grote Oceaan, Colombia, Venezuela |
| 7 apr. 1978  | 15:03:46   | gedeeltelijk |                           | 148      | 0.788       | -             | zuidelijk Zuid-Amerika, zuidelijk Afrika, zuidpoolgebied                  | |
| 2 okt. 1978  | 06:28:43   | gedeeltelijk |                           | 153      | 0.690       | -             | Scandinavië, noordelijk Azië, oostelijk Azië                              | |
| 26 feb. 1979 | 16:55:06   | totaal       | centraal                  | 120      | 1.039       | 02m49s        | Noord-Amerika, Midden-Amerika, noordwestelijk Europa                      | noordwestelijk Verenigde Staten, centraal Canada, Groenland                                                                                       |
| 22 aug. 1979 | 17:22:38   | ringvormig   | centraal                  | 125      | 0.933       | 06m03s        | zuidelijk Zuid-Amerika, zuidpoolgebied                                    | zuidpoolgebied, zuidelijke Grote Oceaan |
| 16 feb. 1980 | 08:54:01   | totaal       | centraal                  | 130      | 1.043       | 04m08s        | Afrika, zuidelijk Azië                                                    | Angola, Democratische Republiek Congo, Tanzania, Kenia, India, Myanmar, China                                                                     |
| 10 aug. 1980 | 19:12:21   | ringvormig   | centraal                  | 135      | 0.973       | 03m23s        | zuidwestelijk Noord-Amerika, Midden-Amerika, Zuid-Amerika                 | Grote Oceaan, Peru, Bolivia, Paraguay, Brazilië                                                                                                   |

### Legenda
| Kolomhoofd                         | Uitleg                                                                                                |
| ---------------------------------- | --- |
| Datum                              | Datum op het moment van het maximum van de eclips                                                     |
| UTC op Max                         | Tijd in UTC op het moment van het maximum van de eclips                                               |
| Type                               | Type van de eclips                                                                                    |
| Stijl                              | Binnen een type zijn verschillende stijlen mogelijk                                                   |
| Sarosnr                            | Het nr van de sarosreeks waartoe de eclips behoort                                                    |
| Magnitude                          | Percentage van verduistering van de middellijn van de zon op het moment van het maximum van de eclips |
| Lengte op Max                      | Tijdsduur van de eclips op de plek met het maximum                                                    |
| Regio's in het gehele eclipsgebied | Gebieden waar de eclips of een gedeelte ervan te zien is                                              |
| Landen met het eclipspad           | Landen waar de eclips totaal of ringvormig te zien is                                                 |